# الیزار لوپز کانترریس
خوزه الیزار لوپز کانترریس (اسپانیایی: José Eleazar López Contreras‎؛ (زادهٔ ۵ مه ۱۸۸۳ – درگذشته ۲ ژانویه ۱۹۷۳) یک نظامی و سیاستمدار اهل ونزوئلا بود.
او از ۱۸ دسامبر ۱۹۳۵ تا ۵ مه ۱۹۴۱ رئیس‌جمهور ونزوئلا بود.